# Lanxi

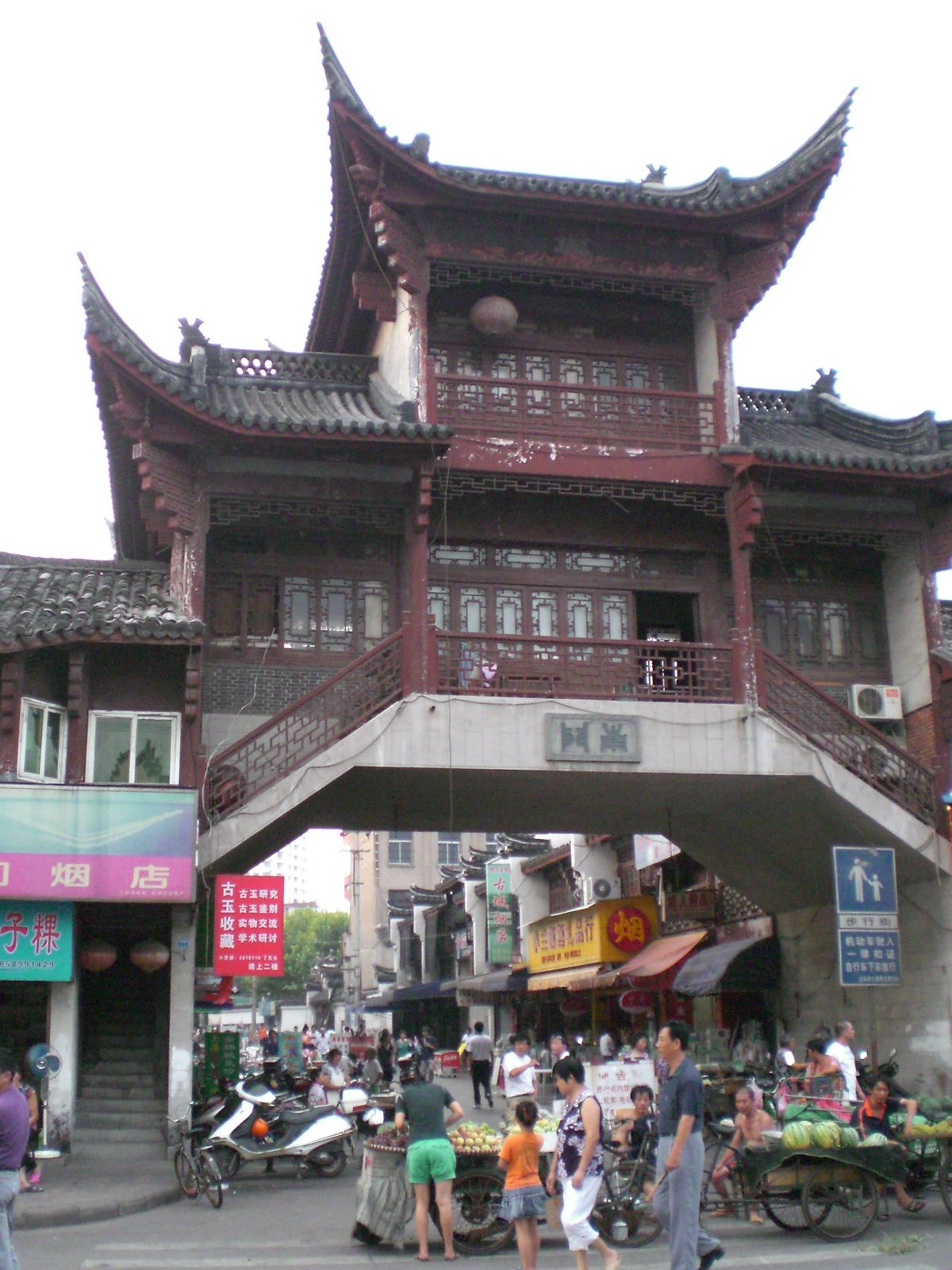
Lanxi

Lanxi is een arrondissementstad in Jinhua, provincie Zhejiang, Volksrepubliek China.
Het bestuur van Lanxi is gezeteld in Lanjiang (兰江镇). De rivier Lan Jiang, een deel van de Fuchun Jiang, stroomt door Lanxi. De Fuchun Jiang stroomt uit in de Hangzhou Baai.

## Demografie
De stadspopulatie bestond in 1999 uit 104.000 mensen. 16% van de bevolking is christen.

## Bestuurlijke indeling

### Subdistricten
- Lanjiang (兰江)
- Yunshan (云山)
- Shanghua (上华)
- Yongchang (永昌)
- Chiqi (赤溪)
- Nübu (女埠)

### Grote gemeentes
- Youbu (游埠)
- Zhuge (诸葛)
- Huangdian (黄店)
- Xiangqi (香溪)
- Majian (马涧)
- Meijiang (梅江)

### Gemeentes
- Lingdong (灵洞乡)
- Baishe (柏社乡)

### Etnische gemeente
- Shuiting She Etnische Gemeente (水亭畲族乡)